# Le Grand Retour (bande dessinée)
Pour les articles homonymes, voir Le Grand Retour.
Le Grand Retour est la vingtième histoire de la série Le Scrameustache de Gos et Walt. Elle est publiée pour la première fois du no 2562 au no 2566 du journal Spirou, puis en album en 1987.

## Résumé
Tel que promis un an plus tôt à la fin de l'album « Le dilemme de Khéna », Khéna retourne chercher sa famille au XVIe siècle. Mais le retour ne se passe pas comme prévu.

## Personnages
- Le Scrameustache
- Khéna
- Oncle Georges
- Tilou
- Monsieur Whu
- Les Galaxiens
- La famille de Khéna: Torcal et son épouse, Thibault et Bérengère